# 고스트 라이더 (비디오 게임)
《고스트 라이더》(Ghost Rider)는 2007년 플레이스테이션 2, 플레이스테이션 포터블, 게임보이 어드밴스로 출시된 핵 앤드 슬래시 게임으로, 같은해 개봉한 동명의 영화를 기반으로 하였다. 엑스박스판으로도 개발되었으나 취소되었다. 영화의 뒷이야기를 다루고 있으며, 가스 에니스와 지미 팔미오티가 시나리오라이터로 참가했다.

## 성우진
- 데이브 푸켓 - 고스트 라이더 / 조니 블레이즈
- 로빈 앳킨 다운스 - 블랙하트
- 커크 손턴 - 메피스토
- 캐럴린 헤니시 - 릴리스
- 스티브 블룸 - 벤전스
- 데이브 위튼버그 - 스케어크로
- 프레드 태터쇼어 - 블레이드

## 평가
| 평론 점수 평론사 점수 GBA PS2 PSP 1UP.com N/A C [ 1 ] C− [ 2 ] 에지 N/A 6/10 [ 3 ] N/A 유로게이머 N/A 5/10 [ 4 ] N/A 게임 인포머 N/A 6.75/10 [ 5 ] N/A 게임프로 N/A 3.25/5 [ 6 ] N/A 게임스팟 7.8/10 [ 7 ] 4/10 [ 8 ] 4.3/10 [ 9 ] 게임스파이 [ 10 ] [ 11 ] [ 12 ] 게임존 7.5/10 [ 13 ] 5.4/10 [ 14 ] 4.5/10 [ 15 ] IGN N/A 4/10 [ 16 ] 4.5/10 [ 17 ] PSM N/A 6.5/10 [ 18 ] N/A Detroit Free Press N/A N/A [ 19 ] 통합 점수 메타크리틱 68/100 [ 20 ] 54/100 [ 21 ] 49/100 [ 22 ] |        |         |        |
| 평론 점수 |        |         |        |
| 평론사 | 점수   | 점수    | 점수   |
| 평론사 | GBA    | PS2     | PSP    |
| 1UP.com | N/A    | C       | C−     |
| 에지 | N/A    | 6/10    | N/A    |
| 유로게이머 | N/A    | 5/10    | N/A    |
| 게임 인포머 | N/A    | 6.75/10 | N/A    |
| 게임프로 | N/A    | 3.25/5  | N/A    |
| 게임스팟 | 7.8/10 | 4/10    | 4.3/10 |
| 게임스파이 | [ 10 ] | [ 11 ]  | [ 12 ] |
| 게임존 | 7.5/10 | 5.4/10  | 4.5/10 |
| IGN | N/A    | 4/10    | 4.5/10 |
| PSM | N/A    | 6.5/10  | N/A    |
| Detroit Free Press | N/A    | N/A     | [ 19 ] |
| 통합 점수 |        |         |        |
| 메타크리틱 | 68/100 | 54/100  | 49/100 |